# Habilidad intelectual

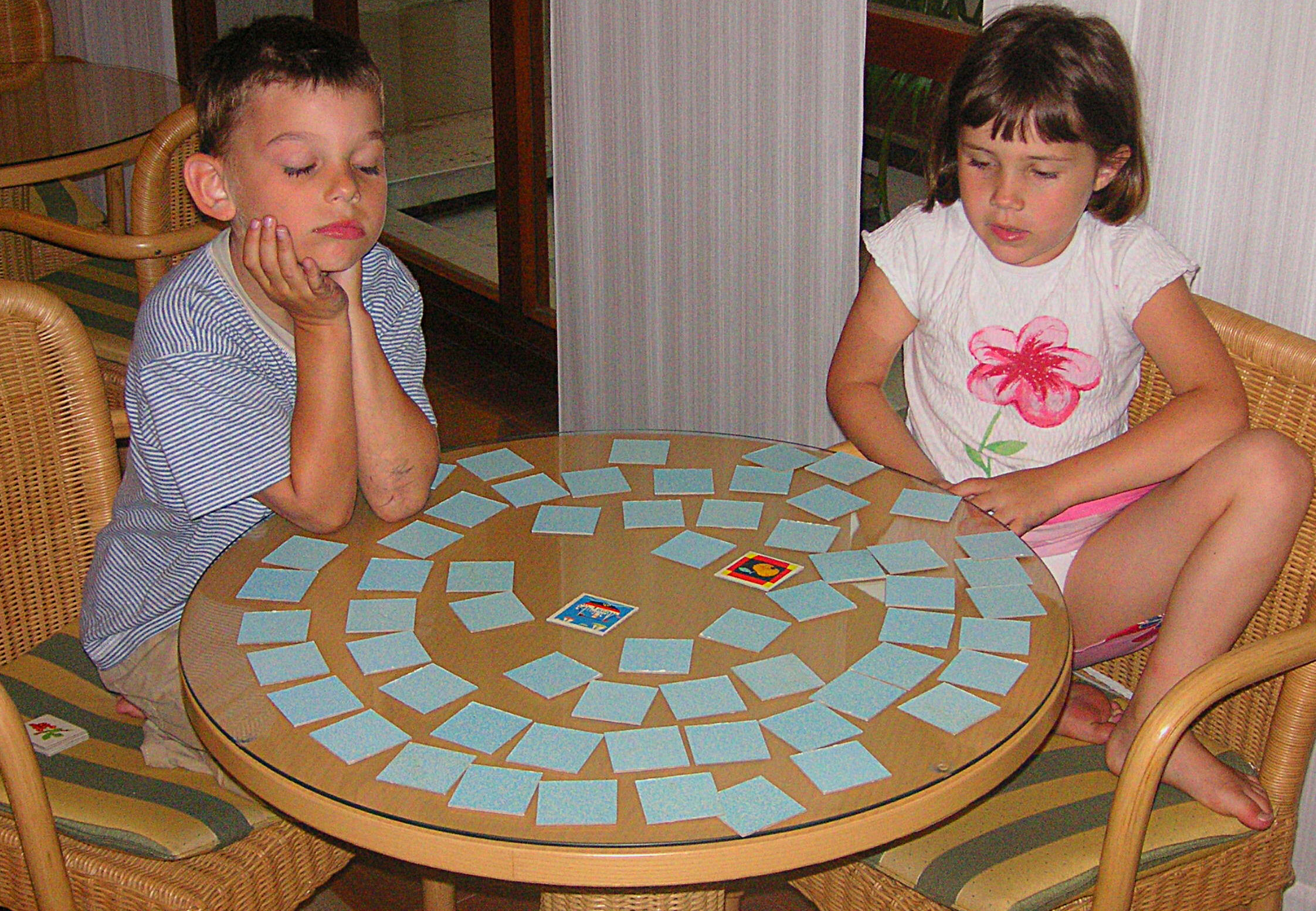
Juego de memoria. La memoria es una habilidad intelectual.

Las habilidades intelectuales, habilidades cognitivas (o cognoscitivas), competencias cognitivas, facultades mentales, competencias intelectuales, capacidades intelectuales, aptitudes cognitivas o capacidades cognitivas son las funciones cerebrales necesarias para la adquisición y procesamiento del conocimiento, el tratamiento de la información y el razonamiento. Entre las varias habilidades intelectuales que se han identificado o descrito pueden citarse:
- La aptitud numérica: capacidad de razonar con conceptos numéricos sencillos y de aplicarlos.
- La comprensión verbal: habilidad para comprender lo que se lee o se oye y la relación entre las palabras.
- La velocidad perceptual: habilidad para identificar rápidamente y con precisión las similitudes y las diferencias.
- El razonamiento inductivo: capacidad de obtener conclusiones generales a partir de premisas que contienen datos particulares.
- El razonamiento deductivo: capacidad de obtener conclusiones particulares a partir de premisas generales.
- El razonamiento abductivo: capacidad de llegar a conclusiones válidas a partir de establecer analogías "libres".
- La visualización espacial: habilidad de imaginar la manera en que se vería un objeto al cambiarlo de posición en el espacio.
- La memoria: habilidad para registrar, almacenar, retener y recordar informaciones recibidas de manera mediata o inmediata.
- La voluntad: aptitud de decidir y ordenar la propia conducta.

Cuando se habla, en singular, de capacidad intelectual o capacidad cognitiva, normalmente se está aludiendo al cociente de inteligencia (CI), también llamado cociente intelectual y coeficiente de inteligencia.
La habilidad intelectual no debe confundirse con la agilidad mental, que es la capacidad de «ejecutar de forma rápida y eficaz las tareas de índole intelectual». Dos personas que, en un test prolongado de una determinada habilidad intelectual puntúen igual, pueden puntuar diferente si el tiempo del test es más reducido y una tiene una agilidad mental superior a la otra.
Tradicionalmente se postulaba que las "potencias del alma" eran «memoria, inteligencia y voluntad».
Algunas habilidades intelectuales gozan de mejor consideración social que otras: normalmente, cuando se dice que una persona posee "grandes facultades intelectuales", se quiere decir que es muy inteligente (en un test habría sacado un CI alto), mientras que la memoria ha sido tildada de «inteligencia de los tontos». Según el filósofo José Antonio Marina, esto se debe a una mala interpretación.

## Variabilidad
Las habilidades intelectuales son susceptibles de medición, entrenamiento y mejora en un cierto grado. Varían durante la vida de la persona: son menores en la infancia, aumentan con la educación y la práctica hasta la adultez, y disminuyen en la vejez. También pueden verse temporalmente reducidas por nerviosismo de la persona, falta de sueño, preocupación, distracción, enfermedades mentales o un ambiente desfavorable (ruido, frío, mala iluminación). Asimismo pueden verse transitoriamente aumentadas por el interés, entusiasmo, optimismo, actitud positiva o ciertas sustancias psicoactivas.
La medición precisa de una determinada habilidad intelectual de una persona en concreto es importante en varias situaciones:
- Se está entrenando esa habilidad cognitiva para mejorarla, y se quiere conocer el ritmo de mejora.
- Un puesto de trabajo requiere determinadas habilidades intelectuales, y entre las varias personas candidatas se desea seleccionar a la que mejor encaja.
- La persona puede padecer un trastorno cognitivo, una enfermedad degenerativa, o haber sufrido un accidente (traumatismo, ictus) que afecte a sus habilidades cognitivas, y se desea conocer el grado de afectación, y su evolución.
- Se quiere saber si un medicamento que se está ensayando es eficaz.

Debe destacarse que una persona puede padecer dificultades en el aprendizaje o trastornos del lenguaje que realmente no afectan a sus habilidades intelectuales, pero sí pueden afectar a las puntuaciones que obtenga en test de esas habilidades si esos test no tienen en cuenta esas dificultades o trastornos.